# 天皇陛下御即位二十年奉祝国会議員連盟
天皇陛下御即位二十年奉祝国会議員連盟（てんのうへいかごそくいにじゅうねんほうしゅくこっかいぎいんれんめい、英語：The Diet Celebration League of the 20th Anniversary of His Majesty The Emperor’s Accession to the Throne）は、日本の超党派の議員連盟。自由民主党・公明党・立憲民主党の3党と無所属の日本の国会議員から構成される。

## 概要
第125代天皇明仁の即位から20年の節目を記念し、「天皇陛下御即位二十年奉祝委員会」と連携して在位20年を祝すために設立された議員連盟である。2008年（平成20年）2月より設立に向けた協議が各党間で行われ、同年10月16日の設立役員総会を経て正式に発足した。
2009年（平成21年）2月には、海部俊樹・羽田孜・小泉純一郎・安倍晋三・福田康夫・綿貫民輔・小沢一郎・太田昭宏・渡部恒三・青木幹雄・中山太郎・森喜朗・平沼赳夫の計13名の連名による設立趣意書を発表し、各議員らに対し幅広く参加を募るなど、その活動を本格化させた。その結果、会員となる議員も増加し、現時点では衆議院議員160名、参議院議員129名に達した。
なお、議員連盟のため、会員資格は国会議員および地方議会議員のみに限られている。議連発足後に第45回衆議院議員総選挙が行われたため、その前後で会の構成も大きく変動した。

## 活動
1990年（平成2年）11月12日に即位の礼が行われたことに因み、議員連盟設立当初から2009年11月12日を「臨時の祝日」化する案が検討されていた。第171回国会にて、議員連盟会長の森喜朗らが「天皇陛下御在位二十年を記念する日を休日とする法律案」を提出した。同法案の骨子は、2009年においては11月12日を「休日」とすることを定めたものであるが、同年7月21日に衆議院が解散されたため、同法案も廃案となった。
2009年（平成21年）11月12日には、天皇陛下御即位二十年奉祝委員会と皇居前広場にて「天皇陛下御即位二十年をお祝いする国民祭典」を開催した。

## 役員一覧
顧問
- 小沢一郎（立憲民主党）

会長
- （空席）

副会長
- （空席）

常任幹事
- 森英介（自由民主党）
- 茂木敏充（自由民主党）
- 山崎正昭（自由民主党）

実行委員長
- （空席）

実行委員長代理
- （空席）

副実行委員長
- 野田佳彦（立憲民主党）
- 原口一博（立憲民主党）
- 古屋圭司（自由民主党）
- 森英介（自由民主党）
- 下村博文（自由民主党）
- 中曽根弘文（自由民主党）

事務局長
- 衛藤晟一（自由民主党）

事務局長代理
- 岩屋毅（自由民主党）

事務局次長
- 松原仁（無所属）
- 笠浩史（立憲民主党）
- 稲田朋美（自由民主党）
- 江藤拓（自由民主党）
- 高市早苗（自由民主党）
- 長島昭久（自由民主党）
- 古川禎久（自由民主党）
- 鷲尾英一郎（自由民主党）
- 山谷えり子（自由民主党）
- 有村治子（自由民主党）

※2022年現在に在職議員。
※記載順は出典に準拠した。

## 会員
- 西田昌司（自由民主党）

## 元役員・元会員
- 土井真樹（平成21年に落選）
- 青木幹雄（顧問、平成22年に引退）
- 渡辺秀央（副会長・常任幹事、平成22年に引退）
- 風間昶（常任幹事、平成22年に引退）
- 山下栄一（常任幹事、平成22年に引退）
- 亀井郁夫（副実行委員長、平成22年に引退）
- 佐藤泰介（事務局次長、平成22年に引退）
- 簗瀬進（常任幹事、平成22年に落選）
- 吉村剛太郎（常任幹事、平成22年に落選）
- 羽田孜（顧問、平成24年に引退）
- 福田康夫（顧問、平成24年に引退）
- 渡部恒三（顧問、平成24年に引退）
- 森喜朗（会長、平成24年に引退）
- 鳩山由紀夫（副会長・常任幹事、平成24年に引退）
- 中井洽（常任幹事、平成24年に引退）
- 古賀誠（常任幹事、平成24年に引退）
- 仙谷由人（常任幹事、平成24年に落選）
- 平田健二（常任幹事、平成25年に引退）
- 谷川秀善（常任幹事、平成25年に引退）
- 自見庄三郎（常任幹事、平成25年に引退）
- 大江康弘（事務局次長、平成25年に落選）
- 山根隆治（事務局次長、平成25年に落選）
- 一川保夫（平成25年に落選）
- 保利耕輔（常任幹事、平成26年に引退）
- 藤井孝男（常任幹事・実行委員長代理、平成26年に落選）
- 町村信孝（常任幹事、平成27年に死去）
- 前田武志（常任幹事、平成28年に落選）
- 北澤俊美（平成28年に引退）
- 高村正彦（常任幹事、平成29年に引退）
- 谷垣禎一（常任幹事、平成29年に引退）
- 平沼赳夫（常任幹事・実行委員長、平成29年に引退）
- 漆原良夫（常任幹事、平成29年に引退）
- 長島忠美（事務局次長、平成29年に死去）
- 亀井静香（副会長、平成29年に引退）
- 鴻池祥肇（常任幹事、平成30年に死去）
- 田畑毅（平成31年に議員辞職）
- 大島理森（常任幹事、令和3年に引退）
- 伊吹文明（常任幹事、令和3年に引退）
- 平野博文（副実行委員長、令和3年に落選）
- 安倍晋三（顧問、令和4年に死去）
- 細田博之（副会長、令和5年に死去）
- 蓮舫（事務局次長、令和6年に議員辞職）
- 二階俊博（常任幹事、令和6年に引退）